# Sashul
De Sashul is een natuurgebied in de Belgische gemeente Knokke-Heist behorende plaats Heist. Samen met de Baai van Heist, Vuurtorenweiden en Kleiputten van Heist behoort het tot het door het Agentschap voor Natuur en Bos beheerde groene gordel Heist-West.

## Geschiedenis
Tussen de Vuurtorenweiden, waar het Hoog Licht staat, en de Kleiputten van Heist lag vanaf de jaren 1970 een stapelterrein van steenblokken en andere materiaal dat gebruikt werd bij de verdere uitbouw van de strekdammen van de haven van Zeebrugge. Nadien kwam er een goederen rangeerstation voor onder andere auto's dat in 1989 werd gesloten. Nog later werd het terrein gebruikt als stortplaats voor baggerzand. 
Sedert de jaren 1990 was er geen enkele activiteit meer en had de natuur vrij spel gekregen. De zanderige schelpenrijke grond vormde een ideale biotoop die erg sterk leek op die van jonge kalkrijke kustduinen. Er groeiden bomen en struiken, er lagen plassen en een lage vegetatie van diverse kruiden en klavers zoals duizendguldenkruid, aardbeiklaver, zeeaster en rietorchis kon er jarenlang ongemoeid wortel schieten.
In 1999 kreeg het terrein van afdeling Natuur van de Vlaams overheid de naam de Sashul, een verwijzing naar de verdwenen wijk 't Sas-van-Heist die niet ver daar vandaan had gelegen. Hul betekent 'bosje'. 
Het Vlaams Gewest klasseerde het gebied als een natuurreservaat voor recreatief gebruik. 
Het reservaat bestaat deels uit laaggelegen, vochtige weilanden en deels uit een oud opgespoten terrein. Door de zandige ondergrond van het opgespoten terrein komt de flora hier in grote mate overeen met een zeer schraal kalkrijk duin. De lagergelegen vochtige delen en uitgediepte poelen trekken dan weer steltlopers aan. De meest typische broedvogels van dit terrein zijn de kievit en de kleine plevier. Ter hoogte van de laaggelegen delen van het opgespoten terrein is een grote observatiehut aanwezig. Het gebied wordt begraasd door shetlandpony's.
Het terrein is vrij toegankelijk vanaf de Elisabetlaan en via de De Lichtenlijn.

## Foto's

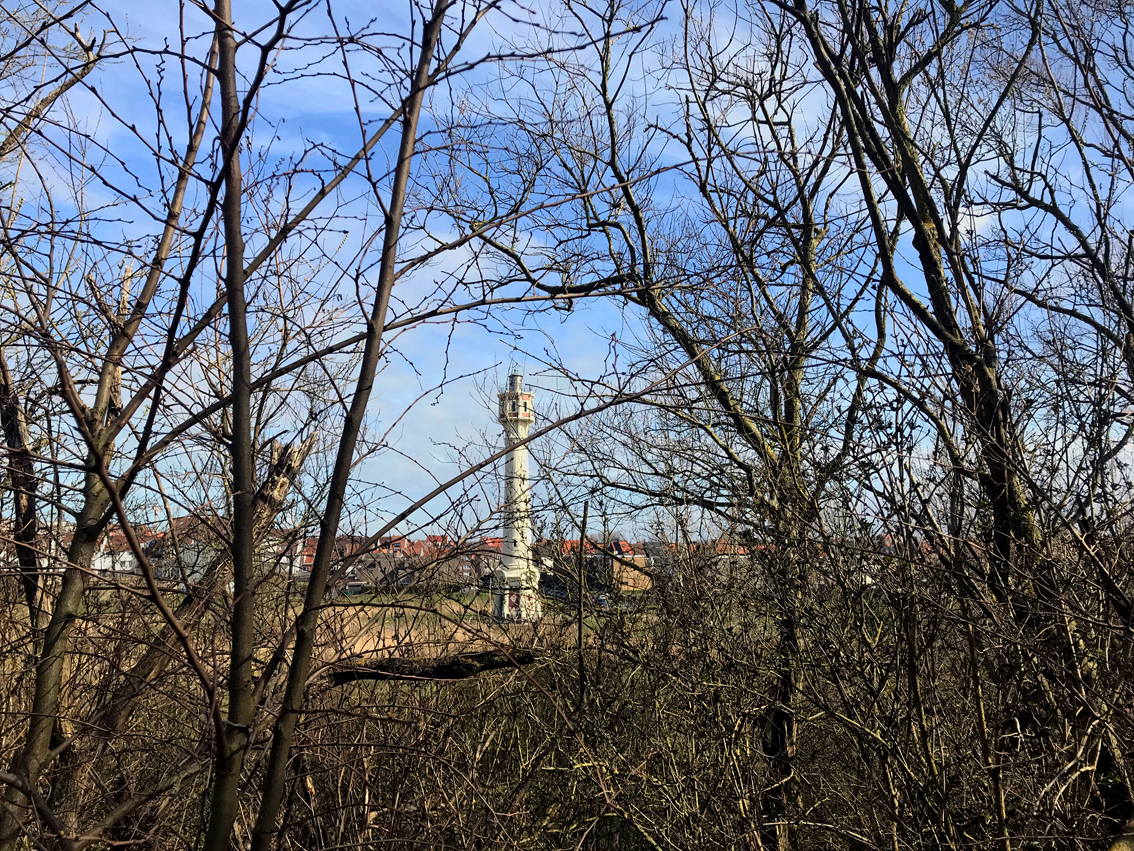
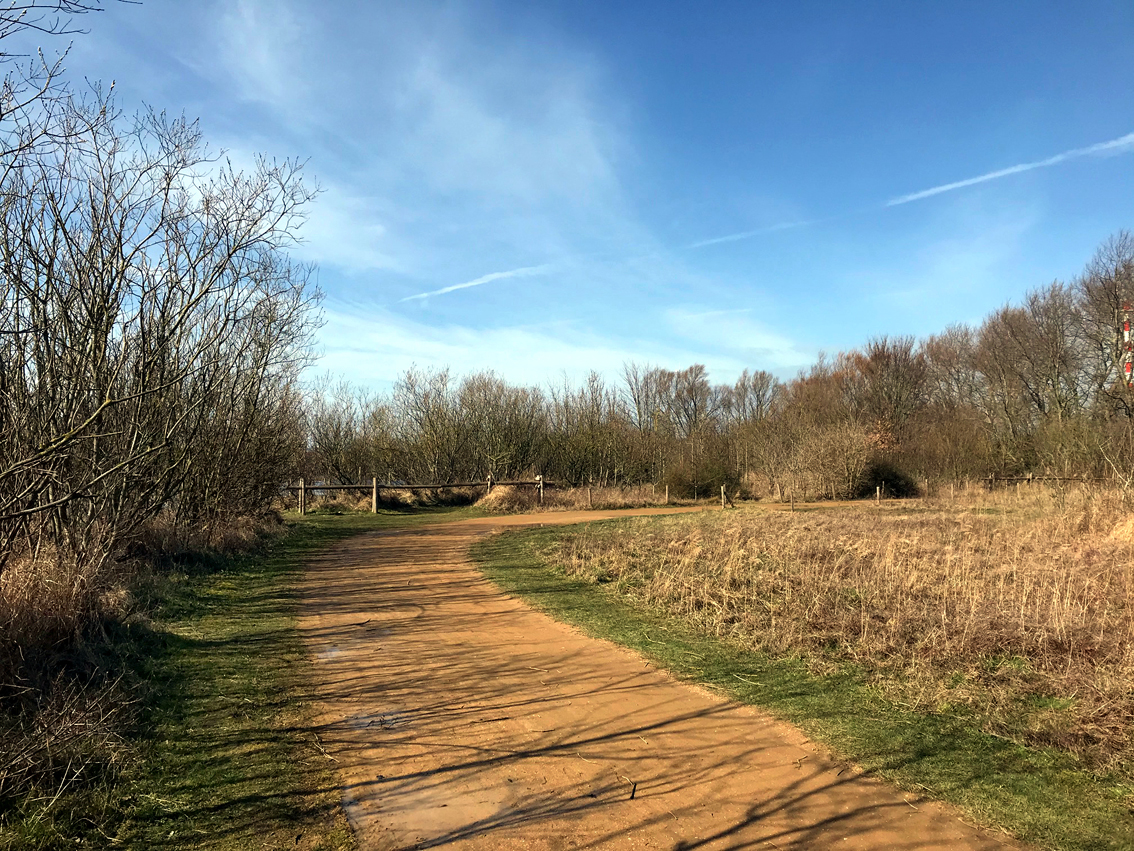
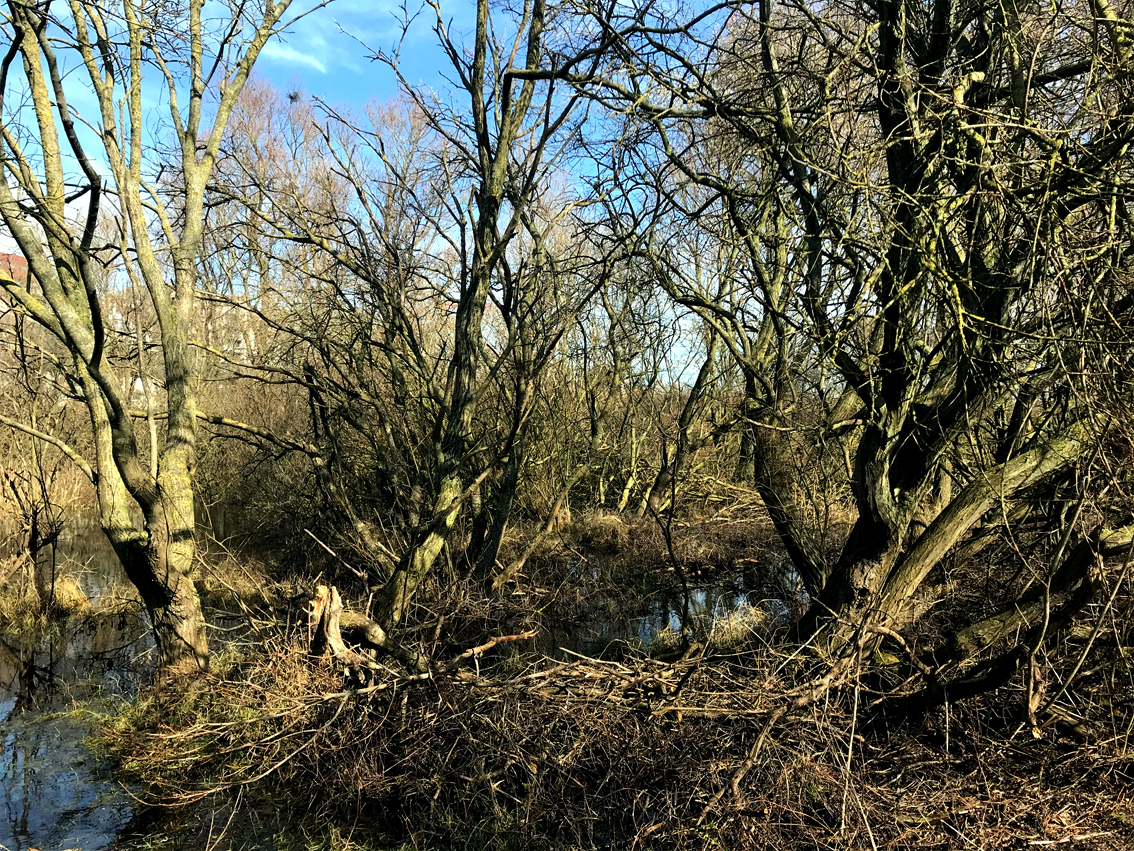
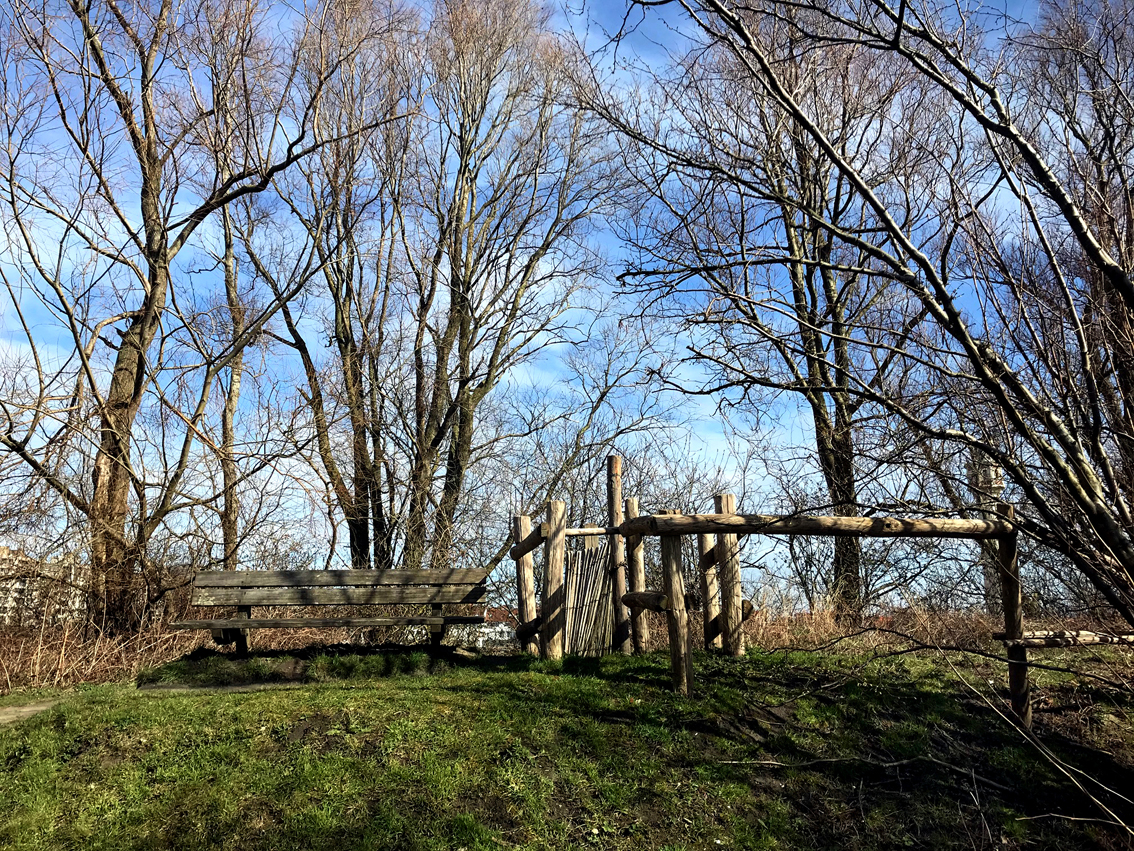
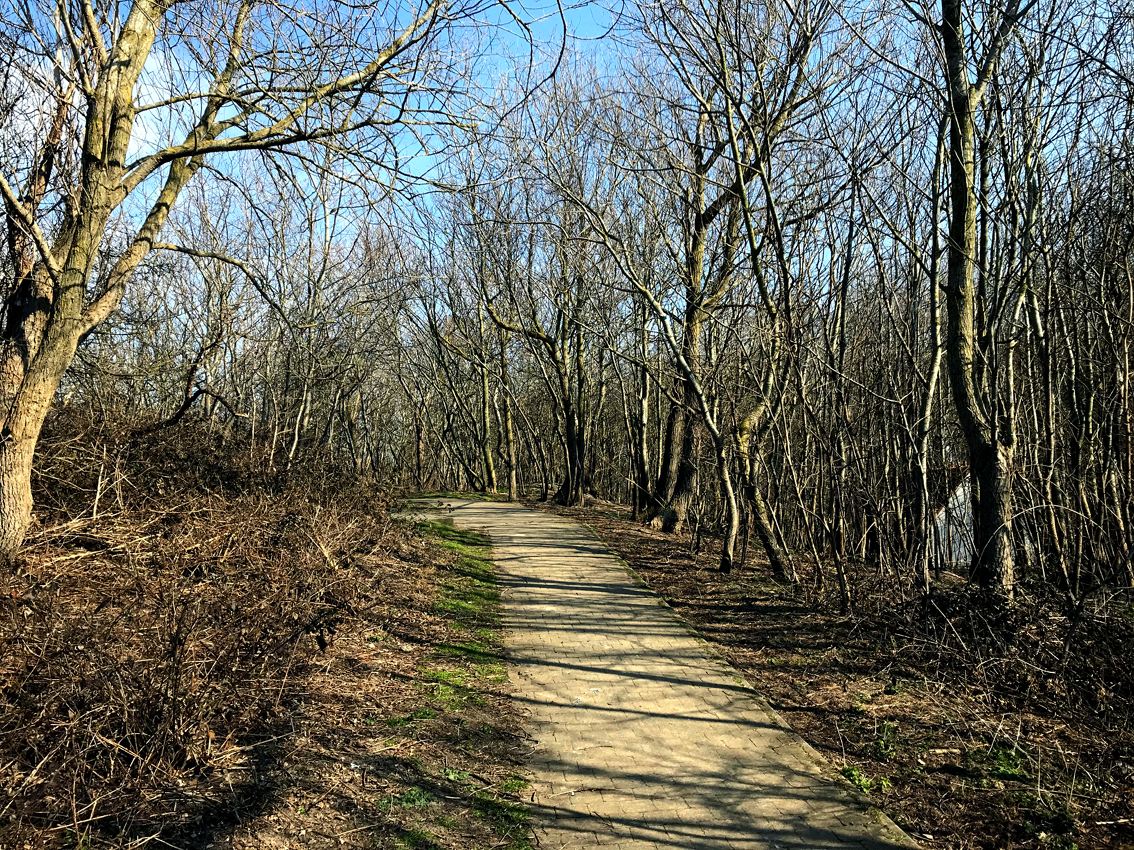
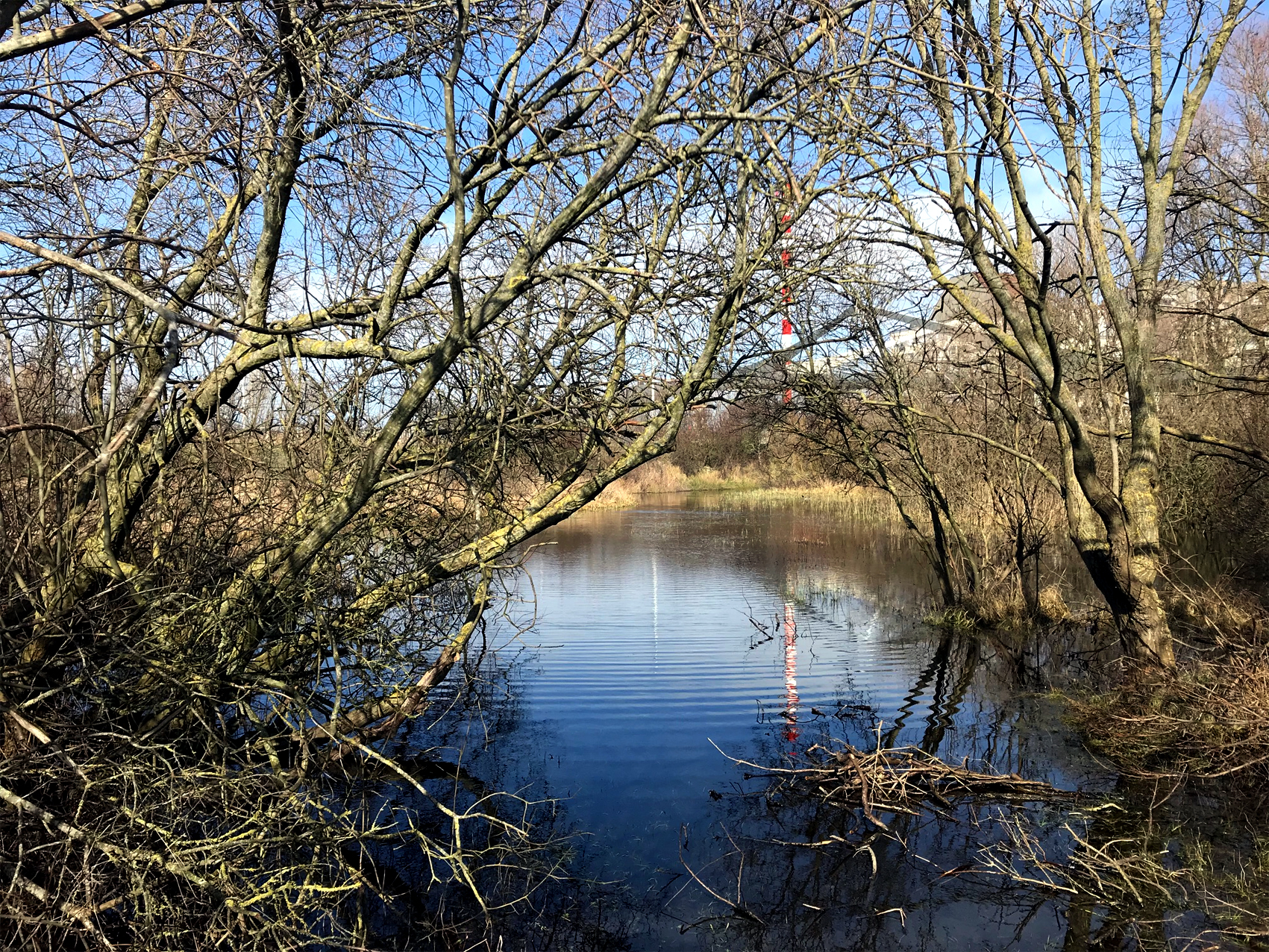